# Thonhausen
Thonhausen là một đô thị trong bang Thuringia. Đô thị này thuộc huyện Altenburger Land. Các đô thị gần Thonhausen gồm Jonaswalde, Heyersdorf, thành phố Schmölln, và Vollmershain ở huyện Altenburger Land; cũng như thành phố Crimmitschau thuộc huyện Zwickauer Land.
Thonhausen có 3 khu dân cư: Thonhausen, Schönhaide, và Wettelswalde.